# .do

.do는 도미니카 공화국의 인터넷 국가 코드 최상위 도메인이다.
네트워크 정보 센터 .do는 1991년부터 도메인을 관리해 왔다.

## 사용 가능한 도메인
- .do: 일반 용도

### 2차 도메인
- art.do: 예술 기관
- com.do : 상업단체
- edu.do: 학술기관
- gob.do/gov.do: 정부기관
- mil.do : 군사기관
- net.do: 인터넷 서비스 제공업체
- org.do: 비정부 기관
- sld.do: 보건 기관